# Bori (Nigéria)
Bori é uma cidade do estado de Rios, na Nigéria. Em 2013, havia 11 693 habitantes. É sede da área de Cana.
Bori é a sede tradicional do povo Ogoni. Serve como centro comercial para Ogoni, Andoni, Opobo Annang e outras nacionalidades étnicas do Delta do Níger Benue Congo. Bori é o anfitrião da Politécnica Kenule Beeson Saro-Wiwa.